# Firework (singel Katy Perry)
Firework – piosenka napisana przez amerykańską piosenkarkę Katy Perry, Mikkela S. Eriksena, Tora Erika Hermansena, Ester Dean oraz Sandy Wilhelm. Została wydana jako trzeci singiel z albumu Teenage Dream 26 października 2010 roku w formie dystrybucji cyfrowej. Perry uznała Firework za swoją ulubioną piosenkę z trzeciego albumu.

## Lista utworów i formaty
| Lp.              | Tytuł                             | Czas |
| ---------------- | --------------------------------- | ---- |
| Digital download |                                   |      |
| 1.               | „Firework”                        | 3:47 |
| Remix EP         |                                   |      |
| 1.               | „Firework” (Wideboys Radio Edit)  | 3:41 |
| 2.               | „Firework” (Liam Keegan Club Mix) | 5:58 |
| 3.               | „Firework” (Stardust Remix)       | 3:56 |

## Teledysk
Wideoklip został nagrany 28 września 2010 roku w Budapeszcie, a jego reżyserem jest Dave Meyers. Wideo otwiera Perry spoglądająca na miasto z balkonu, gdy śpiewa refren piosenki z jej piersi wystrzeliwują fajerwerki. W teledysku jest kilka wątków m.in. nieśmiała dziewczyna z nadwagą, która znajduje w sobie odwagę, by wskoczyć do basenu z przyjaciółmi, chłopak decydujący się na okazanie swojego zauroczenia innemu chłopakowi, dziewczynka chora na białaczkę, która wychodzi na ulicę mimo utraty włosów, napadnięty w ciemnej uliczce mężczyzna, który prezentuje przed bandytami swoje magiczne zdolności i chłopaka, który uspokaja kłótnie rodziców. Finałowa scena przedstawia młodzież tańczącą razem z Perry na dziedzińcu Zamku Królewskiego. Z ich ciał wystrzeliwują fajerwerki. Premiera teledysku odbyła się 15 października 2010 roku na kanale VEVO.
Do uczestnictwa na planie teledysku zostali zaproszeni europejscy fani Katy Perry (w tym 40 Polaków). Było to skutkiem kampanii reklamowej dla Deutsche Telekom (właściciela sieci Era, obecnie – T-Mobile), w której Katy Perry wzięła udział. Przez co jednocześnie piosenkarka została zobowiązana do dania koncertów we wszystkich 8 państwach objętych tym projektem. W Polsce mogliśmy ją zobaczyć 5 października 2010 roku w klubie „Stodoła” w Warszawie.
Żeby być wśród 40 szczęśliwców z Polski i znaleźć się na planie teledysku trzeba było wejść na stronę internetową oficjalnego patrona – Ery (obecnie: T-Mobile). Za pomocą konta na YouTube wrzucić filmik na tę stronę, w którym miało się przekonać piosenkarkę, o konieczności obecności w wideoklipie poprzez np. zaprezentowanie swojego talentu czy ciekawym monologu. Przez 35 dni codziennie ktoś wygrywał. Dodatkowo 5 miejsc na koniec rozdawali internauci. Jednym ze zwycięzców był Rafał, który dodatkowo wziął udział w nagraniach reklam na rzecz PTC sp. z o.o. Udział w kampanii reklamowej nie był równoznaczny z udziałem w teledysku, o czym nieprawidłowo informowały portale plotkarskie.

## Pozycje na listach
| Państwo                            | Najwyższa pozycja |
| ---------------------------------- | ----------------- |
| Australia – ARIA Charts            | 3                 |
| Belgia (Flandria) – Ultratop       | 5                 |
| Belgia (Walonia) – Ultratop        | 5                 |
| Europa – European Hot 100 Singles  | 3                 |
| Francja – SNEP Download Chart      | 2                 |
| Holandia – Dutch Top 40            | 6                 |
| Irlandia – Irish Singles Chart     | 2                 |
| Kanada – Canadian Hot 100          | 1                 |
| Niemcy – Media Control AG          | 11                |
| Nowa Zelandia – RIANZ              | 1                 |
| Polska – Polish Airplay Top 100    | 1                 |
| Słowacja – IFPI                    | 2                 |
| USA – Billboard Hot 100            | 1                 |
| USA – Pop 100                      | 1                 |
| Szwecja – Sverigetopplistan        | 5                 |
| Wielka Brytania – UK Singles Chart | 3                 |
| Świat – United World Chart         | 1                 |

## Certyfikaty
| Państwo         | Certyfikat |
| --------------- | ---------- |
| Australia       | platyna    |
| Nowa Zelandia   | platyna    |
| Wielka Brytania | srebro     |

## Historia wydania
| Region          | Data                 | Format           |
| --------------- | -------------------- | ---------------- |
| USA Kanada      | 26 października 2010 | digital download |
| Niemcy          | 3 grudnia 2010       | CD single        |
| Wielka Brytania | 15 listopada 2010    | digital download |